# Война евреев против Германии (теория заговора)
Существует антисемитская теория заговора о том, что Холокост был реакцией на объявление евреями войны Германии. Сторонники этой теории утверждают, что евреи как единый субъект развязали Вторую мировую войну, в которой стремились уничтожить Германию.
Эту теорию создала и распространяла нацистская пропаганда с целью оправдать преследование и геноцид евреев как самооборону. Среди прочего, в качестве доказательств агрессивных планов евреев в отношении Германии использовались «объявление войны» руководителем «Еврейского агентства» Хаимом Вейцманом и книга малоизвестного американского предпринимателя Теодора Кауфмана «Германия должна погибнуть!»
После окончания Второй мировой войны эта теория заговора популярна среди неонацистов и отрицателей Холокоста.

## Истоки
После поражения Центральных держав в Первой мировой войне в Веймарской республике и Венгрии появились ложные слухи о том, что евреи в этих странах вступили в сговор с иностранными евреями, чтобы саботировать военные действия и помешать победе (миф об ударе в спину). Некоторые также обвиняли европейских евреев в совместной деятельности по развязыванию войны с целью разрушить Европу и сделать её уязвимой для «еврейского контроля». Евреев также обвиняли в манипулировании мирными переговорами с целью получения собственной выгоды от реализации послевоенных договоров. Немецкие антисемиты представили Версальский договор как символ торжества международного еврейства.
В 1933 году нацисты утверждали, что антинацистский бойкот был агрессией евреев, и в отместку начали нацистский бойкот еврейских предприятий. Британская газета Daily Express опубликовала 24 марта 1933 года статью под заголовком «Иудея объявляет войну Германии», что свидетельствует о том, что такие заявления не ограничивались нацистской пропагандой. Перед началом войны нацистский диктатор Адольф Гитлер неоднократно высказывал мнение, что евреи представляют серьёзную угрозу для Германии, в том числе 30 января 1939 года, когда он в своей речи в рейхстаге заявил, что война, развязанная евреями, приведет к «уничтожению еврейской расы в Европе».
Всё, что делали немцы с евреями — начиная с лишения избирательных прав в 1933 и заканчивая геноцидом — публично представлялось нацистами не как война против евреев, а как мера самообороны.

## Вторая мировая война

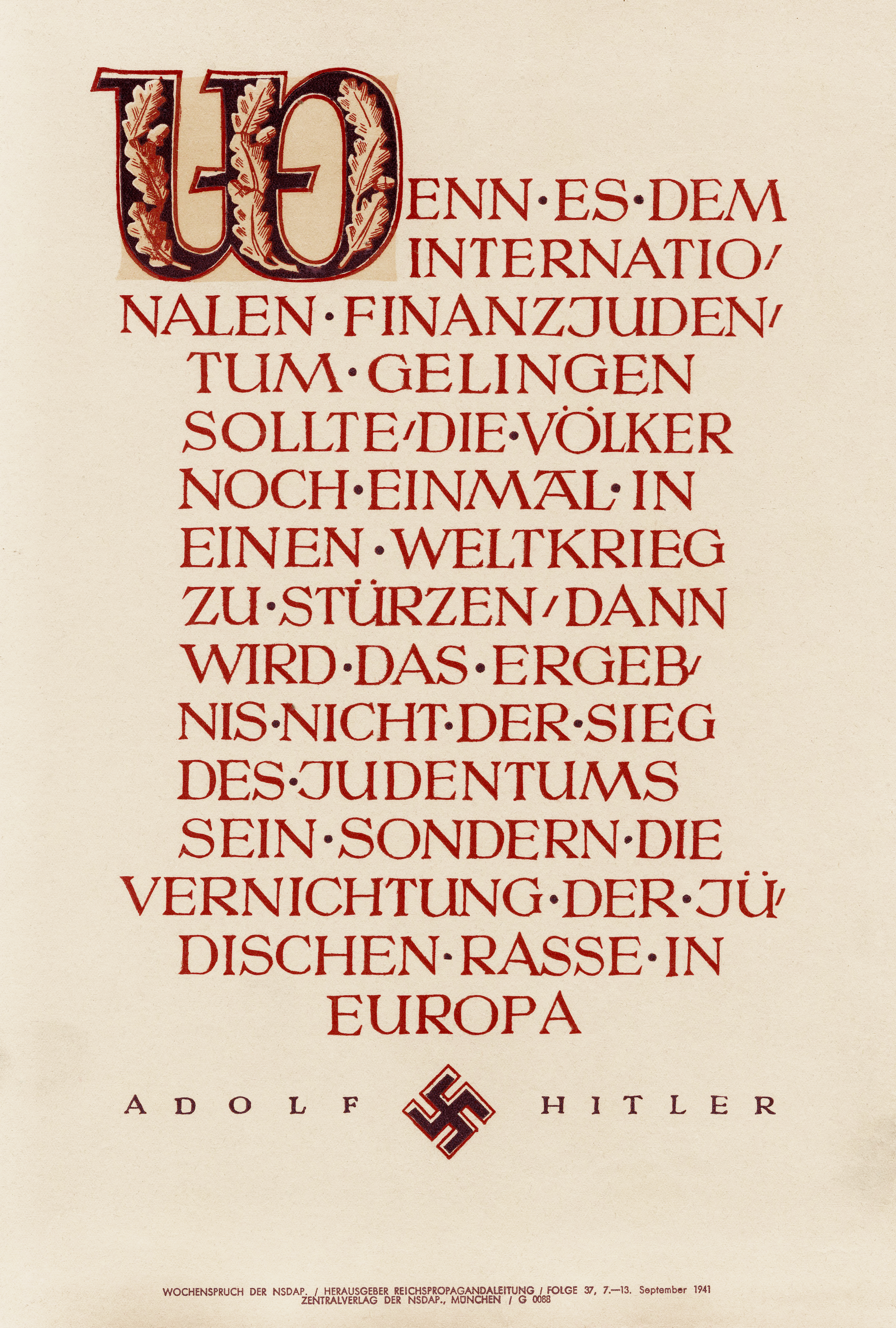
Плакат, размещенный 7-13 сентября 1941 года в отделениях НСДАП, с цитатой речи Гитлера 30 января 1939 года в рейхстаге об «уничтожении еврейской расы в Европе»

Для Гитлера начало мировой войны 1 сентября 1939 года подтвердило идею о том, что еврейский заговор против Германии все это время существовал, хотя Германия сама начала войну вторжением в Польшу. Историк Джеффри Херф писал, что «согласно параноидальной логике Гитлера, евреи развязали войну, чтобы нацисты были вынуждены вести войну возмездия против евреев Европы». Херф также писал, что «ядром нацистского повествования о Второй мировой войне» было утверждение:

Исторический субъект под названием «международное еврейство» развязал Вторую мировую войну с намерением вызвать «большевизацию» мира. Это потерпит неудачу. Вместо этого нацистская Германия отомстит за эту агрессию и уничтожит евреев. Она будет вести «войну» против евреев в ответ на «войну», которую евреи начали.
Оригинальный текст (англ.)A historical subject called "international Jewry" had launched World War II with the intent of bringing about the "Bolshevization" of the world. It would fail. Instead, Nazi Germany would retaliate for this aggression and annihilate the Jews. It would wage a "war" against the Jews in response to the "war" the Jews had started.

Исследователь нацистской пропаганды Рэндалл Битверк писал, что «нацисты оправдывали свои попытки истребить евреев, утверждая, что они защищались только от еврейских планов уничтожить Германию и её население». Историк Эрик Шёберг считал, что «нацисты убедили себя, что они ведут в защиту немецкой расы войну, которую им навязали евреи. Это была ложь, воспринимаемая как правда людьми, нуждавшимися в оправдании убийства».
В книге «Мобилизованная нация. Германия 1939–1945» историк Николас Старгардт утверждал, что к середине 1942 года сторонники «жёсткой линии» среди нацистских идеологов, таких как Мартин Борман, считали, что немцам «следует дать понять, что теперь они вовлечены в геноцидный глобальный конфликт, который может закончиться только их победой или поражением». В ответ на вопросы о том, как объяснить «чрезвычайно суровые меры», принятые против евреев, Борман сказал местным нацистским деятелям оправдывать, а не отрицать систематические депортации и массовые убийства.

### «Объявление войны» Вейцмана
29 августа 1939 года президент Всемирной сионистской организации Хаим Вейцман написал письмо премьер-министру Великобритании Невиллу Чемберлену, в котором заявил:

В этот час величайшего кризиса сознание того, что евреи могут внести свой вклад в защиту священных ценностей, побуждает меня написать это письмо. Я хочу самым недвусмысленным образом подтвердить заявления, которые я и мои коллеги сделали в течение последнего месяца и особенно на прошлой неделе: евреи поддерживают Великобританию и будут сражаться на стороне демократий.
Оригинальный текст (англ.)In this hour of supreme crisis the consciousness that Jews have a contribution to make to the defence of sacred values impels me to write this letter. I wish to confirm in the most explicit manner the declarations which I and my colleagues have made during the last month and especially in the last week: that the Jews stand by Great Britain and will fight on the side of the democracies

Это письмо было опубликовано в газете «Таймс» 6 сентября 1939 года — уже после нападения Германии на Польшу.
В нацистской пропаганде письмо было представлено как «еврейское объявление войны» нацистской Германии и угроза фактического нападения «евреев». Нацисты также утверждали, что Вейцман в 1942 году отправил телеграмму «сионистской группе», в которой говорилось: «Евреи желают занять свое место в рядах тех, кто ставит своей целью уничтожение Германии». Никаких доказательств того, что Вейцман отправлял такую телеграмму, обнаружено не было. Философ Берел Лэнг писал, что сама по себе идея «объявления евреями войны Германии» выглядит совершенно неправдоподобно. Относительно небольшая группа людей, разбросанная по разным странам и континентам, не имеющая ни государства, ни армии, может «объявить войну» исключительно в метафорическом смысле.
Глава «Имперского объединения германской прессы» Отто Дитрих издавал директивы, требующие от всех немецких газет продвигать теорию еврейского военного заговора. Директива от 1 марта 1943 года требовала от газет сообщать, что: «Объявление евреями войны европейским народам привело к принятию энергичных мер против евреев не только в Германии, но и во многих других европейских государствах». В дальнейшем в июне 1944 года Дитрих и один из руководителей пресс-службы НСДАП Хельмут Зюндерман начали пропагандистскую кампанию, в которой обвиняли Вейцмана и созданное им «Еврейское агентство для Палестины» в подготовке агрессии против Германии ещё с 1929 года. Историк Майкл Берковиц писал, что подтверждений этим обвинениям не существует и никакой угрозы для Германии «Еврейское агентство» не представляло.

### «Германия должна погибнуть!»
Нацистская пропаганда сосредоточила внимание на книге малоизвестного американского еврейского бизнесмена Теодора Ньюмана Кауфмана «Германия должна погибнуть!», изданной небольшим тиражом за собственный счёт в 1941 году. Кауфман даже создал агентство Argyl Press (Ньюарк, Нью-Джерси) чтобы её опубликовать. 24 марта 1941 года в американском журнале Time появилась статья, посвящённая книге, где Кауфман подвергался критике и сравнивался с нацистским пропагандистом Юлиусом Штрейхером.
Нацистская пропаганда придала этой книге огромное значение, а частное мнение Кауфмана было выдано за доказательство того, что евреи планируют геноцид, направленный против нацистской Германии. Министр пропаганды Йозеф Геббельс после прочтения книги Кауфмана написал в своём дневнике 3 августа 1941 года, что «он действительно не мог бы сделать это лучше и выгоднее для нас, чем если бы он написал книгу по заказу. Я распоряжусь, чтобы эта книга распространилась миллионным тиражом в Германии, прежде всего на фронте, и сам напишу предисловие». В немецком переводе мелкий торговец билетами из Ньюарка был назван частью еврейского «мозгового треста», окружающего президента США Рузвельта. О книге написали немецкие издания Die Frankfurter Zeitung, Münchner Neueste Nachrichten, Der Stürmer и Das Reich. В брошюре Вольфганга Диверге, опубликованной Министерством пропаганды под названием «Военная цель мировой плутократии: документальное издание книги президента Американского общества мира Теодора Кауфмана „Германия должна погибнуть“», Кауфман был представлен как главная фигура еврейского заговора против Германии, под влиянием которого находятся Рузвельт, Черчилль и другие лидеры антинацистской коалиции.
На Кауфмана как оправдание антиеврейских акций ссылались самые разные нацистские чиновники, начиная с мэра Ганновера, выселившего всех евреев из их домов и продавшего их жильё, до нацистского губернатора оккупированной Варшавы, устроившего в гетто массовый голод.

## После войны
Как писал Николас Старгардт, «даже после смерти Гитлера дневники немцев по-прежнему сетовали на экзистенциальную угрозу, исходящую от международного еврейства». После Второй мировой войны «еврейское объявление войны» стало распространенным тезисом среди неонацистов и отрицателей Холокоста. Одним из известных отрицателей, пропагандировавших теорию «еврейской войны», является британский писатель Дэвид Ирвинг, также её поддерживал британский фашист и антисемит Арнольд Лиз в книге «Еврейская война за выживание» (англ. Jewish War of Survival), изданной в 1946 году. В 1952 году бывший помощник министра иностранных дел нацистской Германии Иоахима фон Риббентропа Петер Кляйст издал книгу «Ты тоже принял участие» (нем. Auch du warst dabei), в которой он пытался обелить нацистскую Германию, обвинив руководство союзников в поддержке «войны евреев против Германии». Бывший сотрудник того же министерства Карл Отто Браун в ревизионистском журнале Journal of Historical Review цитировал книгу Гитлера «Моя борьба», что евреи якобы желали уничтожить Германию для достижения еврейского мирового господства.
Немецкий историк Эрнст Нольте заявил, что телеграмма Вейцмана оправдывала интернирование евреев в оккупированной немцами Европе как военнопленных. Кроме того, письмо Вейцмана правдоподобно убедило Гитлера «в решимости его врагов уничтожить его гораздо раньше, чем первая информация об Освенциме стала известна миру». Заявления Нольте были оспорены Юргеном Хабермасом во время «Исторического диспута» 1986-87 гг. о Холокосте и его месте в исторической памяти немцев. Американский историк Дебора Липштадт писала, что в аргументах Нольте «отсутствует какая-либо внутренняя логика», поскольку преследование евреев нацистами началось задолго до 1939 года, а у Вейцмана не было никаких вооруженных сил для ведения какой бы то ни было «войны» против Германии. Британский историк Ричард Эванс писал в 2000 году: «Идея о том, что Вейцман был каким-либо лидером мирового еврейства в 1939 году, принадлежит исключительно к фантастическому миру антисемитской теории заговора … Идея о том, что сионистские группы давления без территории, армии, правительства или международного признания могли каким-то образом действовать как суверенное государство с возможностью объявлять войну в соответствии с международным правом, была широко отвергнута серьёзными историками».